# (6027) 1993 SS2
(6027) 1993 SS2 là một tiểu hành tinh vành đai chính. Nó được phát hiện bởi Gordon J. Garradd ở Đài thiên văn Siding Spring ở Canberra, Australia, ngày 23 tháng 9 năm 1993.